# Даубаба
Даубаба́ (каз. Дәубаба) — село у складі Тюлькубаського району Туркестанської області Казахстану. Входить до складу Кельтемашатського сільського округу.
Населення — 86 осіб (2021; 118 у 2009, 112 у 1999, 121 у 1989).